# Battle dress

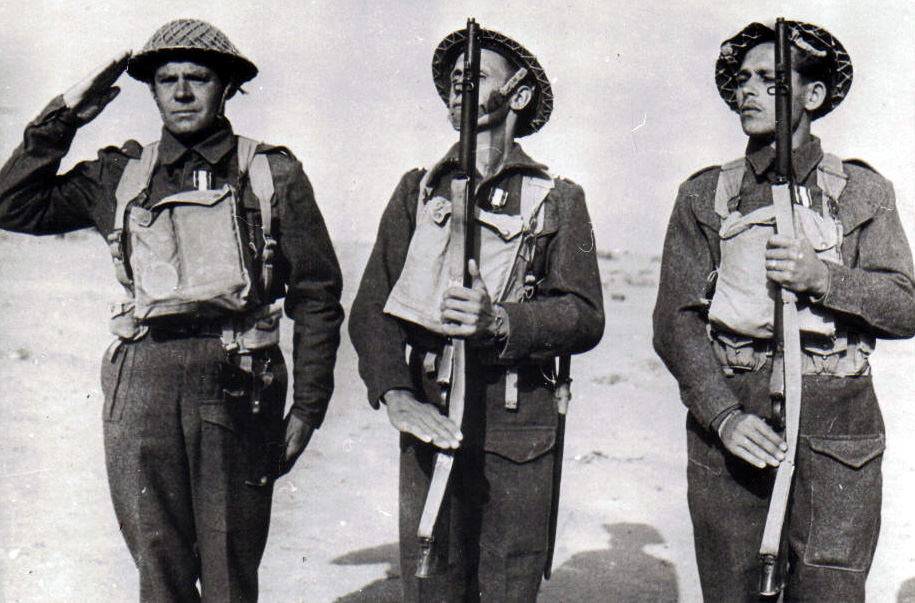
Tobrukczycy z Samodzielnej Brygady Strzelców Karpackich odznaczeni przez gen. Sikorskiego w Tobruku. Umundurowani w battle dressy, z brytyjską bronią i oporządzeniem

Battle dress (BD) – specyficzna nazwa munduru wojskowego przyjętego przez British Army w roku 1930 i noszonego aż do 1960. Podczas II wojny światowej kilka innych krajów wprowadziło różne warianty battle dressu w swoich armiach, w tym Australia, Kanada, Indie Brytyjskie, Nowa Zelandia, Związek Południowej Afryki, Stany Zjednoczone (jednolity E.T.O.), a po II wojnie światowej, takie kraje jak: Belgia, Norwegia, Holandia i Grecja.

## Wprowadzenie
Od początku lat 30 XX wieku brytyjskie War Office rozpoczęło badania nad zamiennikiem Service Dressu, który był mundurem polowym od początku XX wieku (1900 rok). Przez kilka lat prowadzono na małą skalę testy niektórych pomysłów, m.in. kapeluszy deerstalker czy kurtek safari. Po wyczerpujących próbach terenowych innych mundurów, battle dress P-37 (czyli wzór 1937) został przyjęty do użytku przez Armię Brytyjską tuż przed wybuchem II wojny światowej. Mundur, inspirowany przez ówczesne wełniane ubiory narciarskie, został zaprojektowany dla piechoty zmechanizowanej. BD miały mniej ograniczać ruchy użytkownika, były ciepłe, nawet podczas deszczowej pory i lepiej przystosowane do prowadzenia pojazdów mechanicznych niż Service Dress.
Próbując stworzyć bardziej jednolity mundur dla całych sił zbrojnych Wielkiej Brytanii, zaprojektowano dość uproszczone krótkie bluzy z wełny serge (typ tkaniny diagonalnej), które były przypinane za pomocą guzików na zewnątrz pasa spodni z tego samego materiału i posiadających wysoki stan. Rękawy bluzy battle dress zostały tak zaprojektowane, aby były one bardziej wygodne przy noszeniu na barkach karabinów, lub przy trzymaniu kierownicy pojazdu, mimo że powodowały powstawanie wielu zmarszczek materiału wewnątrz łokcia, gdy żołnierze trzymali ręce wzdłuż boków. Chodziło tu głównie o wygodę żołnierza, a nie o wizualną stronę munduru. Na spodniach na przedniej stronie lewej nogawki była duża kieszeń na mapę, zaś specjalna kieszeń na opatrunek osobisty znajdowała w pobliżu prawego biodra od przedniej strony. Zmieszane zielone i brązowe włókna tkaniny dopasowano do kolorów wrzosowisk i lasów Anglii i Szkocji dość dobrze, bez konieczności uzyskania pojedynczego błotnistego koloru oliwkowego jak w amerykańskich mundurach. Istniała obawa, że luki pomiędzy bluzą a spodniami otworzą się w ekstremalnych warunkach ruchu i guziki się rozepną, dlatego często noszono szelki, a w niektórych przypadkach i sweter. Bawełniana koszula khaki (koloru opalenizny) była często noszona pod bluzą battle dressu wraz ze swetrem, który posiadał otwór i umożliwiał noszenie krawatu, przy nie zapinaniu ostatniego guzika. Wyjątek co do rozpiętego górnego guzika początkowo dopuszczony był u oficerów, a następnie u szeregowych. Na przestrzeń pomiędzy spodniami a butami zakładano materiałowe opinacze, co nie tylko zwiększało uproszczenie w produkcji munduru i utrzymanie go w czystości, ale ograniczało koszty bez konieczności użycia powyżej kostki, droższej niż materiał skóry.
Battle dress został oficjalnie wprowadzony do użytku w Armii Brytyjskiej w 1939 roku (jak również Armii Kanadyjskiej, która wyprodukowała własne, niemal identyczne, kopie battle dressu po wybuchu wojny), co spowodowało pewne niedobory w umundurowaniu i wyjazd niektórych jednostek Brytyjskich Sił Ekspedycyjnych do Francji w Service Dressie.

## Warianty

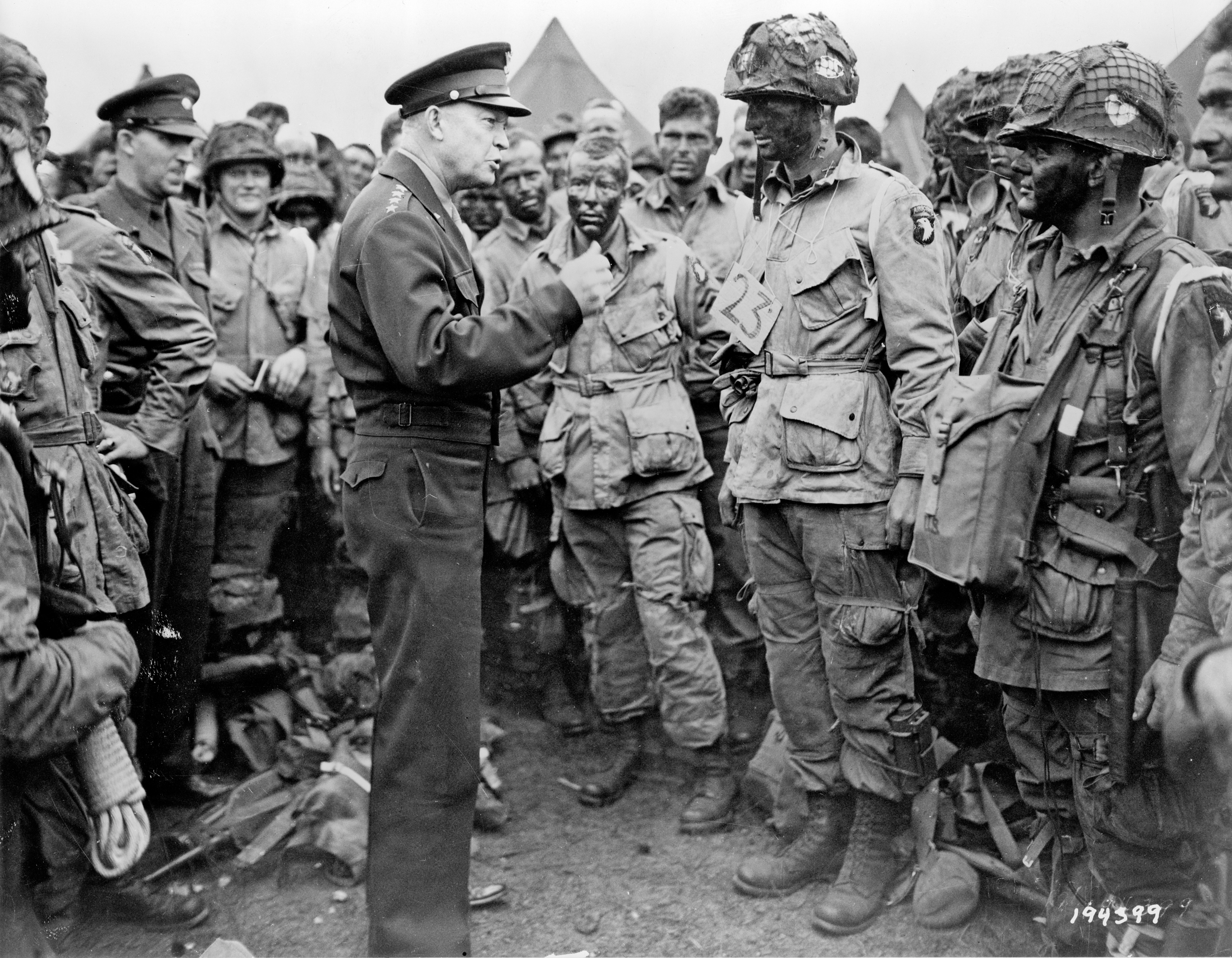
Armia USA skopiowała w 1943 r. bluzę battle dress i stworzyła mundur European Theatre of Operations (E.T.O.). Bluza ta była znana jako Ike jacket

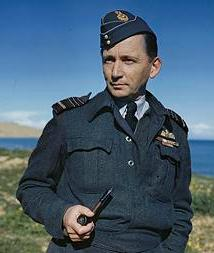
Air Chief Marshal Arthur Tedder noszący Batlle Dress przewidziany dla RAF-u

Pierwszą odmianą battle dress z okresu wojny był tzw. P-40 lub tzw. battle dress pattern 1940 (znany także jako „surowy wzór”). Został wprowadzony w 1942 roku. W P-40 usunięto zakładki (kontrfałdy) na kieszeni oraz wyprowadzono guziki (wcześniej schowane pod materiałem) na patki kieszeni.
Oficerowie mogli dostosować kołnierz bluzy, tak aby nosić koszulę z kołnierzykiem i krawat.
W kanadyjskim battle dressie nigdy nie wprowadzono wojennego „oszczędnego” wzoru, choć około 1943 roku zmianie uległo zapięcie kołnierzyka z zestawu haftek na połę i guzik. Unowocześniona wersja była w o wiele bardziej „ekologicznym” odcieniu khaki niż wersja standardowa Brytyjczyków. Był to kolor zielonkawy z brązem, a nie brązowawy z zielonym.
Stany Zjednoczone produkowały battle dress na potrzeby Wspólnoty Narodów i te mundury były znane jako „war aid” battle dress. Od 1943 roku USA również produkowały na swoje potrzeby tzw. Ike jacket lub Eisenhower jacket (od nazwiska gen. Dwighta Eisenhowera), które następnie zastąpiły noszony w czasie trwania wojny przez wojska stacjonujące poza Stanami Zjednoczonymi OG Army Service uniform. Oddziały 1 Dywizji Marines po powrocie z Guadalcanal zostały wysłane do Australii, gdzie zostały im wydane Australijskie battle dress, które Marines nazywali Vandegrift Jacket.
Spodnie battle dress z dodatkowymi kieszeniami znany były jako Spodnie Spadochroniarzy i wydawano je służącym w jednostkach spadochronowych i szybowcowych.
Battle dress wersji przeznaczonych na odzież roboczą, został wyprodukowany w kilku wariantach z drelichu. Był wydawany o rozmiar większy niż normalnie się nosiło, ponieważ był przeznaczony do noszenia na mundurze.
Battle dress w odcieniach niebieskim i granatowym były również produkowane dla Royal Air Force (i personelu lotniczego Wspólnoty Narodów) i Royal Navy/Royal Naval Reserve (i Wspólnoty Brytyjskiej marynarki). Korpusowi Obrony Cywilnej wydano granatowy battle dress. W tym samym kolorze wydano battle dressy jeńcom wojennym w Wielkiej Brytanii.
Niemieckim załogom U-Bootów były również często wydawane mundury i oporządzenia Armii Brytyjskiej (z nałożonymi niemieckimi insygniami). Było to spowodowane przejęciem dużych zapasów przez Niemców po upadku Francji w 1940 roku.
W 1944 roku Niemcy opracowali nowy mundur polowy, który miał zastąpić dotychczasowe mundury i w dużej mierze przypominał brytyjski battle dress. Spotyka się nawet teorie, że był bezpośrednio opracowany na wzór brytyjskiego battle dressu.

## Po II wojnie światowej
Po II wojnie światowej, poszczególne narody Wspólnoty Narodów zaczęły używać battle dressu jako munduru wyjściowego (m.in. do parad) i polowego.
- Wzór Brytyjski 1949 (czyli P-49): kilka zmian zostało wprowadzonych po II wojnie światowej do battle dress: szerokie klapy dodane do battle dressu, nadały bluzie otwarty kołnierz wzorem podobnym do wzoru kanadyjskiego z 1949 roku. Żołnierze, a także oficerowie, nosili teraz do niej koszulę z kołnierzykiem i krawat. Kieszeń na mapę z lewego uda została przeniesiona całkowicie na bok. Guziki na kieszeniach pozostały na wierzchu, choć przywrócono zakładki (kontrfałdy)[7]
- Wzór Kanadyjski 1949: W Kanadzie produkowano tylko jedną wersję battle dressu po wojnie, wzór 1949 roku szerokie klapy dodane do battle dressu, nadały bluzie otwarty kołnierz. Kieszeń na opatrunek osobisty została usunięta z prawego biodra. Battle dress nadal był noszony jako jednolite umundurowanie polowe podczas wojny koreańskiej, aż do wprowadzenia Combat Uniform. Battle dress był używany aż do ujednolicenia Sił Zbrojnych, a w latach 70. XX wieku przez niektóre oddziały rezerwowe. Do maja 2006 roku kadeci w Królewskim Kolegium Wojskowym Kanady nosili granatowy wariant battle dressu.

## Polskie Siły Zbrojne
Polskie Siły Zbrojne formowane na terenie Wielkiej Brytanii a następnie na Środkowym i Bliskim Wschodzie przyjęły umundurowanie, oporządzenie i uzbrojenie brytyjskie. Zachowały jednak przedwojenne godła, barwy i emblematy, czyli te wszystkie elementy umundurowania, które świadczyły o przynależności państwowej. Utrzymano zwyczaj noszenia orła na nakryciach głowy i guzikach mundurów czy płaszczy, zachowano polskie oznaczenia stopni, przedwojenne barwy broni i służb, a także odznaki pamiątkowe oddziałów odtworzonych w Wojsku Polskim we Francji. Jako nowe pojawiły się na rękawach naszywki „POLAND” u wszycia rękawa, wprowadzone na wzór brytyjskich oddziałów z dominiów i kolonii. Wprowadzenie tej naszywki świadczyło o polskim charakterze wojska, tak samo jak malowane na hełmach orły (mimo że malowanie na hełmach orłów naruszało przepisy polskie z 1930 roku). Po wojnie mundury battle dress noszone były przez studentów Studium Wojskowego PAM w latach 1960-1970.